# Chata Kalikapur
Chata Kalikapur là một thị trấn thống kê (census town) của quận South Twentyfour Parganas thuộc bang Tây Bengal, Ấn Độ.

## Nhân khẩu
Theo điều tra dân số năm 2001 của Ấn Độ, Chata Kalikapur có dân số 20.087 người. Phái nam chiếm 51% tổng số dân và phái nữ chiếm 49%. Chata Kalikapur có tỷ lệ 57% biết đọc biết viết, thấp hơn tỷ lệ trung bình toàn quốc là 59,5%: tỷ lệ cho phái nam là 63%, và tỷ lệ cho phái nữ là 52%. Tại Chata Kalikapur, 15% dân số nhỏ hơn 6 tuổi.